# Zola interrupta
Zola interrupta là một loài bướm đêm trong họ Geometridae.